# Vestura minereusalis
Vestura minereusalis là một loài bướm đêm trong họ Noctuidae.